# ФИБА Европа
ФИБА Европа — зона ФИБА, которая состоит из 50 национальных баскетбольных федераций.

## Мужские национальные команды

### Евробаскет
| - Австрия - Албания - Армения - Бельгия - Беларусь - Болгария - Босния и Герцеговина - Великобритания - Венгрия - Германия - Греция - Грузия - Дания - Израиль - Италия - Исландия - Испания - Кипр - Косово - Латвия - Литва | - Люксембург - Нидерланды - Польша - Португалия - Россия - Румыния - Северная Македония - Сербия - Словения - Словакия - Турция - Украина - Финляндия - Франция - Хорватия - Черногория - Чехия - Швеция - Швейцария - Эстония |

### Дивизион малых стран
| - Азербайджан - Андорра - Гибралтар - Ирландия | - Мальта - Молдова - Монако - Сан-Марино |

### Команды не участвующие
| - Норвегия |

### Команды прекратившие участие
| - Англия - ГДР - СССР - Уэльс | - Чехословакия - Шотландия - Югославия |

## Турниры

### Между сборными
- Евробаскет
  - Дивизион Б
  - Дивизион C
- Женский Евробаскет

- Чемпионат Европы по баскетболу (юноши до 20 лет) континентальный чемпионат для юношей до 20 лет
- Чемпионат Европы по баскетболу (юноши до 18 лет) континентальный чемпионат для юношей до 18 лет
- Чемпионат Европы по баскетболу (юноши до 16 лет) континентальный чемпионат для юношей до 16 лет
- Чемпионат Европы по баскетболу (девушки до 20 лет) континентальный чемпионат для девушек до 20 лет
- Чемпионат Европы по баскетболу (девушки до 18 лет) континентальный чемпионат для девушек до 18 лет
- Чемпионат Европы по баскетболу (девушки до 16 лет) континентальный чемпионат для девушек до 16 лет

### Между клубами
- Евролига
  - Женщины
- Еврокубок
  - Женщины
- Лига чемпионов ФИБА
  - Мужчины
- Кубок ФИБА Европы
  - Мужчины
- Суперкубок Европы ФИБА
  - Женщины

Упраздненные соревнования
- Кубок Корача
- Кубок Ронкетти
- Кубок Сапорты
- Супролига ФИБА
- Еврокубок вызова
- Кубок вызова ФИБА